# TBPL1
TBPL1 (англ. TATA-box binding protein like 1) – білок, який кодується однойменним геном, розташованим у людей на короткому плечі 6-ї хромосоми. Довжина поліпептидного ланцюга білка становить 186 амінокислот, а молекулярна маса — 20 887.
| 10         |  | 20         |  | 30         |  | 40         |  | 50         |
| ---------- |  | ---------- |  | ---------- |  | ---------- |  | ---------- |
| MDADSDVALD |  | ILITNVVCVF |  | RTRCHLNLRK |  | IALEGANVIY |  | KRDVGKVLMK |
| LRKPRITATI |  | WSSGKIICTG |  | ATSEEEAKFG |  | ARRLARSLQK |  | LGFQVIFTDF |
| KVVNVLAVCN |  | MPFEIRLPEF |  | TKNNRPHASY |  | EPELHPAVCY |  | RIKSLRATLQ |
| IFSTGSITVT |  | GPNVKAVATA |  | VEQIYPFVFE |  | SRKEIL     |  |            |

A: Аланін

C: Цистеїн

D: Аспарагінова кислота

E: Глутамінова кислота

F: Фенілаланін

G: Гліцин

H: Гістидин

I: Ізолейцин

K: Лізин

L: Лейцин

M: Метіонін

N: Аспарагін

P: Пролін

Q: Глутамін

R: Аргінін

S: Серин

T: Треонін

V: Валін

W: Триптофан

Задіяний у таких біологічних процесах, як транскрипція, регуляція транскрипції. 
Білок має сайт для зв'язування з ДНК. 
Локалізований у цитоплазмі, ядрі.